# Margaritasite
La margaritasite, de symbole IMA Mgt, est un minéral rare dont la composition est celle d'un vanadate d'uranyle et de césium ; sa formule chimique est (Cs,K,H3O)2(UO2)2V2O8·H2O. Ses cristaux, monocliniques, sont de couleur jaune.
La margaritasite a été découverte en 1980 parmi des dépôts fumerolliens sur de la rhyolite de la mine Las Margaritas, dans le district de Peña Blanca (État de Chihuahua, Mexique), sa localité type et son éponyme. Elle a été décrite en 1982.

## Caractéristiques
Membre du groupe de la carnotite, un groupe de minéraux de vanadate d'uranyle qui contiennent également des ions de potassium et de calcium, il est caractérisé par une couleur jaune et une densité calculée de 5,41 g/cm3 et cristallise dans le système monoclinique, avec un groupe d'espace P21/b. Les cristaux de margaritasite sont tabulaires et mesurent généralement entre 1 et 3 microns. La margaritasite se présente également sous forme de masses fines jaunes.
Minéral rare et peu étudié, avec peu d'informations disponibles sur ses propriétés physiques et optiques, il est translucide et biaxe négatif. Également caractérisé par une combinaison unique d'éléments, en étant le seul minéral connu de vanadate de césium. Il est également le sixième minéral oxysalt non-silicaté avec du césium.
La formation de margaritasite est associée aux dépôts de fumerolles dans les roches volcaniques. Les minéraux associés à la margaritasite incluent le zircon, la sanidine, le quartz, la pyrite, l'apatite et la kaolinite.
L'échantillon-type de la margaritasite est conservé au Musée national d'histoire naturelle de Washington D.C. aux États-Unis. Bien que peu étudié, elle est un minéral important pour la compréhension de la géologie des gisements de vanadate d'uranyle
Elle se trouve exclusivement dans le district de Peña Blanca à Chihuahua, au Mexique. Elle est radioactive en raison de sa teneur en uranium (48,84 %).